# San José (Saipán)
San José es una localidad de las Islas Marianas del Norte, en la isla de Saipán.
- Datos: Q9333475